# He-Man i She-Ra: Božićno izdanje
He-Man i She-Ra: Božićno izdanje (eng. He-Man & She-Ra: A Christmas Special) je američko televizijsko posebno izdanje, nastalo na temelju animiranih serijala He-Man i Gospodari svemira i She-Ra: Princeza moći premijerno emitirano na Božić 1985. godine.
Posebno izdanje bavi se božićnom tematikom uokvirenom u poznatu priču o sukobu između He-Man i njegove sestre She-Re sa dvojicom glavnih zlikovaca Skeletorom i Hordakom.
Iste je godine u kinima premijerno prikazan i dugometražni animirani film He-Man i She-Ra: Tajna mača, koji je poslužio kao uvod u spin-off He-Mana i Gospodara svemira, animiranu seriju She-Ra: Princeza moći (1985. - 1987.).

## Radnja
Radnja posebne božićne epizode započinje kada Orko slučajno završi na planeti Zemlji i otamo dovede dvojicu djece Alishu i Manuela na Eterniju. Kako je na Zemlji bilo vrijeme Božića, djeca se osjećaju nesretno te im kraljica Marlena, porijeklom sa Zemlje, odluči prirediti božićnu zabavu. Međutim, duh Božića privuče Horde Primea i Skeletora, nakon čega Horde Prime naredi Hordaku i Skeletoru da otmu djecu i dovedu ih k njemu.
Hordak uspjeva zarobiti djecu, ali Monstroidi ruše njegovu letjelicu i otimaju djecu i Orka u želji da se sami nagode s Horde Primeoma. Srećom, pojavljuju se Strojevi koji oslobađaju djecu i Orka. U isto vrijeme pojavljuje se He-Man i She-Ra te stupaju u sukob s Monstroidima, dok Skeletor koristi priliku te otima djecu i robotskog psića. Putem njihovu letjelicu ruši Hordak u snježnom predjelu, zbog čega su Skeleter, djeca i psić prisiljeni nastaviti putovanje pješice. Tijekom pješaćenja kroz snježnu pustinju, Skeletora uhvati duh Božića te počinje iskazivati pozitivne emocije i pomagati djeci i psiću. Na mjesto predaje djece dolaze ujedno Skeletor s djecom, ali i He-Man, She-Ra i Orko te Hordak. Istodobno se spustila letjelica Horde Primea. Hordak je onesposobio Skeletora, ali taman kada su djeca trebala biti prebačena u letjelicu, Skeletor je došao k svijesti i srušio letjelicu, što je razljutilo Horde Primea, koji se naposljetku morao povući. Na kraju sukoba djeca su zahvalila Skeletoru, što je iznenadilo He-Mana i She-Ru.
Poslije nekoliko dana i proslavljenog Božića na Eterniji, Man-At-Arms je uspio vratiti djecu kući na Zemlju.

## Uloge
- John Erwin - Adam/He-Man, Webstor
- Melendy Britt - Adora/She-Ra, Mermista, Catra
- Alan Oppenheimer - Skeletor, Man-At-Arms, Zipper
- George DiCenzo - Hordak, Bow, Cutter
- Linda Gary - Teela, kraljica Marlena
- Erika Scheimer - Peekablue, Perfuma, Majka
- Lana Beeson - Alisha
- R. D. Robb - Miguel
- Lou Scheimer - Orko, King Randor, Swift Wind, Spikor, Two-Bad, Modulok, Kowl, Rattlor, Horde Prime, Otac, Multi-Bot

## Vanjske poveznice
- He-Man i She-Ra: Božićno izdanje - imdb.com (engl.)